# 나시 (러시아의 단체)
나시(러시아어: Молодежное движение «Наши», 청년운동 우리들)는 러시아의 청년조직이다. 이 단체는 푸틴의 친정부조직으로 알려져 있으며, 창설자는 바실리 야키멘코이다. 나시는 러시아어로 풀이하면 우리들이란 뜻이다.

## 개요
이들은 점점 감소하는 러시아 인구 늘리기, 군입대 장려, 러시아의 소수민족 보호와 전 세계의 민족을 보호하는 역할을 맡고 있다. 이들은 학교도 운영하고 있으며, 학교에서는 러시아의 정치, 경제, 역사, 외교 이외에도 카메라에서 인터뷰하는 요령도 가르치고 있다. 러시아 정부에서도 나시를 후원하고 있다. 러시아 전역에 모스크바 지부 등 각 지방에 나시 지부가 위치해 있다.